# Замуд Јерусалимски
Замуд Јерусалимски је био тридесет седми по реду епископ јерусалимски. 
Био је на месту јерусалимског епископа у периоду од 276. до 283. Поштован је као светитељ и повезан је са легендом о Тебанској легији.
На месту епископа наследно Химена Јерусалимског.
Православна и католичка црква га помињу 19. фебруара.